# Coleophora quercicola
Coleophora quercicola é uma espécie de mariposa do gênero Coleophora pertencente à família Coleophoridae.